# Wereldbeeld
Wereldbeeld, wereldbeschouwing of maatschappijbeeld is het algemene idee dat mensen hebben over de wereld. Het betreft het geheel aan op- en misvattingen omtrent het eigen bestaan van de mens en van de wereld, al dan niet gekaderd binnen religieuze of magische overtuigingen. In de omgangstaal worden er ook opvattingen over hoe de wereld zou moeten zijn mee bedoeld.

## Overzicht
Het begrip wereldbeeld stamt van het Duitse Weltbild, en is in het Nederlands verwant aan de termen levensbeschouwing en wereldbeschouwing (het Duitse Weltanschauung). Het begrip wereldbeeld kan betrekking hebben op menselijke opvattingen over de aard van de beleefde werkelijkheid, en op opvattingen over de hele orde van het universum.
Het wereldbeeld van een mens is de voorstelling die het individu gedurende het leven heeft opgebouwd van de werkelijkheid, de samenhang, ofwel het wezenlijke van de wereld. Dit wereldbeeld is beïnvloed door onder meer zintuiglijke ervaringen, opvoeding en opleiding, sociale, professionele en religieuze contacten, belezenheid, intelligentie en het voorstellingsvermogen.
Hoewel het wereldbeeld is beïnvloed door ervaringen, is het daar niet op gebaseerd. Het wereldbeeld gaat juist vooraf aan de waarneming. Het is het wereldbeeld dat enige sturing geeft aan de waarneming, door deze van een duiding te voorzien. Daarom is het begrip wereldbeeld sterk verwant aan de begrippen religie, levensbeschouwing en moraal.
In instituties als de politiek, de religie, de wetenschap en de filosofie, wordt het begrip wereldbeeld in allerlei aanverwante betekenissen gebruikt.

## Enkele voorbeelden
Wereldbeelden waar in de verschillende soorten vakliteratuur over wordt gesproken:
- platonisch wereldbeeld
- theologisch wereldbeeld
  - Bijbels wereldbeeld
- heroïsch mens- en wereldbeeld
- persoonlijk/subjectief wereldbeeld
- statisch tegenover dynamisch wereldbeeld
- biologisch, geografisch, linguïstisch, sterrenkundig wereldbeeld
- cartesiaans, newtoniaans wereldbeeld